# Fuldakorridoren

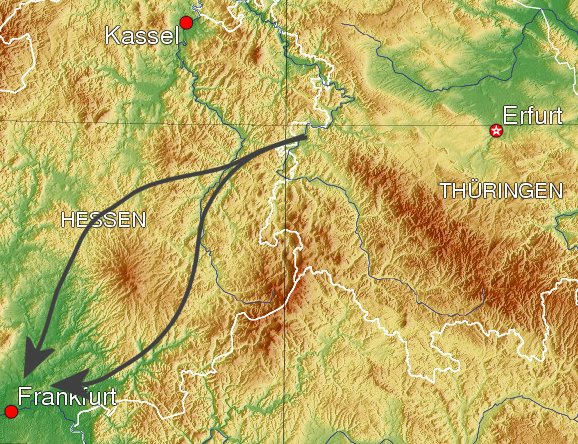
Möjliga attackvägar genom Fuldakorridoren. Den södra genom Fulda och den norra över Alsfeld. Bergen i Vogelsberg avskiljer dessa två möjliga attackvägar.

Fuldakorridoren var under kalla kriget en av Natos planerade riktningar för angrepp från Warsawapakten mot Västtyskland.
Korridoren utgår från staden Fulda i mellersta Tyskland och går sedan i sydvästlig riktning förbi Frankfurt, över floden Rhen och vidare in till Frankrike. Korridorens platta terräng mellan bergen gjorde att Nato ansåg att denna korridor lämpade sig bra för Warszawapaktens stridsvagnar.